# Paul Fraiße

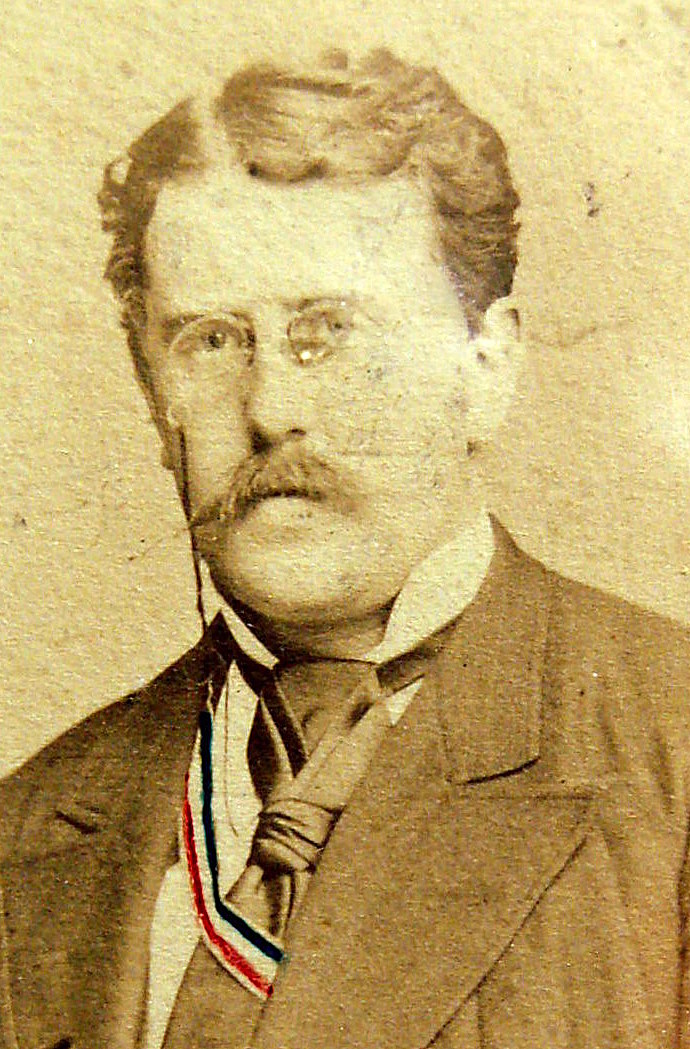
Paul Fraisse, 1873

Paul Fraiße (* 12. April 1851 in Memel; † 4. November 1909 in Jena) war ein deutscher Zoologe und Hochschullehrer.

## Leben
Fraißes Eltern waren der Kaufmann Julius Fraiße zu Ravitz und Marie geb. Dumrath aus Stettin.
Fraiße besuchte das Domgymnasium Naumburg. Nach dem Abitur nahm er als einjährig-freiwilliger Infanterist am Deutsch-Französischen Krieg teil. Anschließend immatrikulierte er sich an der Ludwig-Maximilians-Universität München für Medizin. Am 19. April 1872 wurde er im Corps Franconia München aktiv. Am 15. Juli 1872 recipiert und am 28. Juli 1873 inaktiviert, wechselte er an die  Friedrich-Wilhelms-Universität zu Berlin und die Julius-Maximilians-Universität Würzburg. Nach dem Staatsexamen wurde er 1876 in Würzburg zum Dr. med. promoviert. Im selben Jahr heiratete er Bertha von Stefenelli.
Er wandte sich der Zoologie zu und unternahm mit seinem Würzburger Professor eine wissenschaftliche Reise nach den Balearischen Inseln. Als Mitarbeiter der Zoologischen Station Neapel schrieb er eine zweite Doktorarbeit in Biologie, mit der er 1880 in Würzburg zum Dr. phil. promoviert wurde. Er schlug die akademische Laufbahn ein und habilitierte sich an der Universität Leipzig für Zoologie, vergleichende Embryologie und Histologie. Nach sechs Jahren als Privatdozent wurde er 1886 von der Philosophischen Fakultät zum a.o. Professor ernannt. Krankheitshalber ließ er sich 1896 nach Jena beurlauben. Nach langem Leiden starb er dort mit 58 Jahren.

## Ehrungen
- Wahl in die Deutsche Akademie der Naturforscher Leopoldina (1881)[6]